# Arteria sacralis mediana

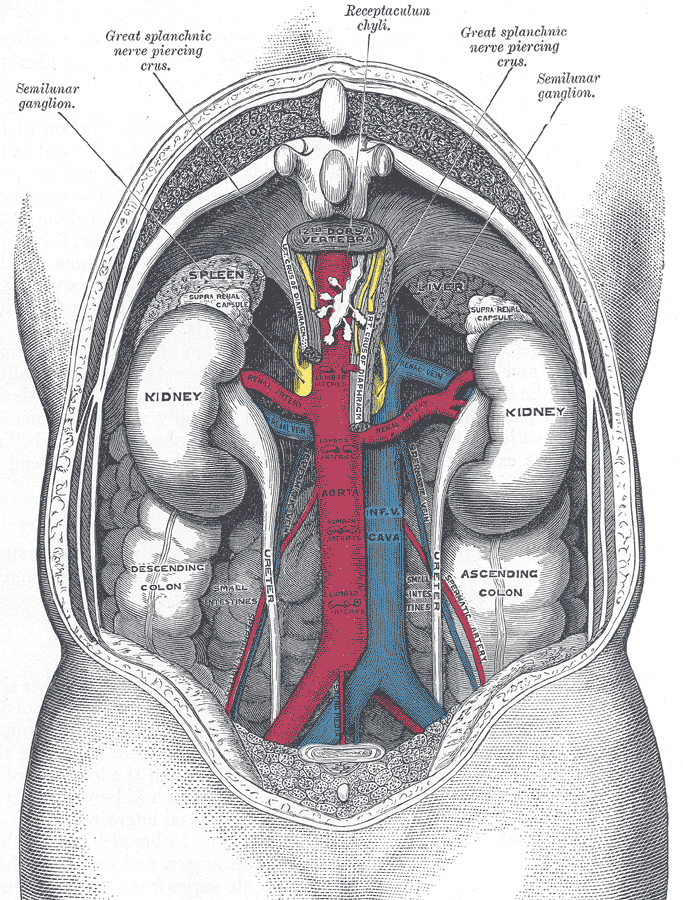
Bauchaorta von dorsal

Die Arteria sacralis mediana („mittige Kreuzarterie“) ist eine Schlagader der Bauchhöhle. Sie ist unpaarig und entspringt der Bauchaorta im Bereich ihrer Gabelung. Die Arteria sacralis mediana verläuft bauchseitig des Kreuzbeins und endet beim Menschen im Bereich des Glomus coccygeum. Sie versorgt über kleine Äste auch den Wirbelkanal und anastomosiert mit der Arteria iliolumbalis. Bei Tieren setzt sie sich in die Arteria caudalis mediana fort, die das Hauptgefäß des Schwanzes darstellt.